# 西安事变 (话剧)
西安事变是由西安电影制片厂、甘肃省话剧团《西安事变》创作组联合编剧的一部以同名歷史事件西安事變為背景的話劇，劇本由程士荣、郑重、姚运焕、胡耀华、黄景渊等人共同执笔。該話劇的主角是周恩來。剧本于1977年6月開始創作，並刊登在《甘肃文艺》1978年第12期的雜誌上。1979年4月，甘肃人民出版社出版单行本。1978年3月（一說1979年3月5日），話劇由甘肃省话剧团在蘭州人民劇院首演。西安市话剧团後續也创作并演出了話劇《西安事变》。1978年4月起至8月初，話劇西安事变由甘肃省话剧团在北京演出。1979年底甘肃省话剧团应中華人民共和國文化部的邀請前往北京参加庆祝中华人民共和国成立30周年献礼演出，並获剧本创作一等奖、演出二等奖、舞美设计一等奖。同年又获得甘肃省庆祝国庆30周年献礼演出剧本创作一等奖。